# Shun Obu
Shun Obu (大武 峻 Ōbu Shun?, nacido el 24 de noviembre de 1992 en Chikuzen, Asakura, Fukuoka) es un futbolista japonés que juega como defensa en el Thespakusatsu Gunma.

## Trayectoria

### Clubes
| Club                         | País  | Año       |
| ---------------------------- | ----- | --------- |
| Nagoya Grampus               | Japón | 2014-2017 |
| Albirex Niigata              | Japón | 2017-2019 |
| Júbilo Iwata                 | Japón | 2020-     |
| Thespakusatsu Gunma (cedido) | Japón | 2021-     |

## Estadística de carrera

### J. League
| Club            | Año   | J. League | J. League | Copa J. League | Copa J. League | Total | Total |
| Club            | Año   | Part.     | Goles     | Part.          | Goles          | Part. | Goles |
| --------------- | ----- | --------- | --------- | -------------- | -------------- | ----- | ----- |
| Nagoya Grampus  | 2014  | 12        | 0         | 1              | 0              | 13    | 0     |
| Nagoya Grampus  | 2015  | 7         | 0         | 2              | 0              | 9     | 0     |
| Nagoya Grampus  | 2016  | 20        | 0         | 5              | 0              | 25    | 0     |
| Nagoya Grampus  | 2017  | 1         | 0         | -              | -              | 1     | 0     |
| Albirex Niigata | 2017  | 9         | 0         | 0              | 0              | 9     | 0     |
| Total           | Total | 49        | 0         | 8              | 0              | 57    | 0     |